# TECH M
TECH M(테크엠)은 2013년 5월 월간지 <테크앤비욘드>로 처음 창간했다. 2015년 3월 제호를 테크M으로 바꾸고, 이듬해 1월 머니투데이방송(MTN)으로 발행처를 이관했다. 창간 당시에는 미디어그룹 머니투데이가 발행했으나, 2016년 2월호부터 미디어그룹 머니투데이방송에서 발행되기 시작했다.
2015년 3월호부터 매거진 제호를 TECH M으로 바꾸면서 판형 또한 230X290판에서 205X275판으로 변경한 바 있다.
2020년 1월 MTN으로부터 완전히 독립해 별도 법인인 주식회사 테크엠을 설립했다. 현재는 혁신가들의 놀이터라는 슬로건을 걸고 온라인 IT 전문미디어 <테크M>으로 탈바꿈해 새로운 콘텐츠 생산에 주력하고 있다. 

## 월별 주제 목록

### 2018년
| 발행월    | 주제              | 커버스토리                     |
| --------- | ----------------- | ------------------------------ |
| 5월(61호) | 암호화폐공개(ICO) | ICO, ICT 생태계 뒤흔든다       |
| 4월(60호) | 혁신 기술         | MIT 선정 10대 파괴적 혁신 기술 |
| 3월(59호) | 스마트시티        | 세계가 주목하는 스마트시티     |
| 2월(58호) | 암호화폐          | 암호화폐 논쟁의 실체           |
| 1월(57호) | 테크트렌드        | 7대 주요 기술 시장 전망        |

### 2017년
| 발행월     | 주제                   | 커버스토리                         |
| ---------- | ---------------------- | ---------------------------------- |
| 12월(56호) | 인공지능               | 인공지능의 한계 그리고 도약의 조건 |
| 11월(55호) | Biometrics Techonology | 상점도 은행도 생체인증으로         |
| 10월(54호) | Logistics Revolution   | 4차 산업혁명과 물류 혁신           |
| 9월(53호)  | NEW ENERGY PLAN        | 뉴 에너지 전문기업이 뜬다          |
| 8월(52호)  | 글로벌 스마트 기업 50  | MIT 선정 글로벌 스마트 기업 50     |
| 7월(51호)  | SLEEP TECH             | 슬립 테크 잠들게 하라              |
| 6월(50호)  | 기술, 미세먼지를 잡다  | 필터부터 클린에너지까지            |
| 5월(49호)  | 인공지능비서의 진화    | 클라우드 시대, 정보관리는 어떻게   |
| 4월(48호)  | Self-Driving           | 자율주행차의 경제학                |
| 3월(47호)  | 2017 New IT Governance | 대선주자 출사표 4차 산업혁명 비전  |
| 2월(46호)  | AI FIRST STRATEGY      | 인공지능 전략을 세워라             |
| 1월(45호)  | 2017 테크 전망         | 2017 TECH TREND                    |

### 2016년
| 발행월     | 주제                      | 커버스토리                       |
| ---------- | ------------------------- | -------------------------------- |
| 12월(44호) | 홈 플랫폼과 IoT           | IoT와 홈 플랫폼 전쟁             |
| 11월(43호) | 인간의 확장, 산업의 미래  | 인간의 확장, 산업의 미래         |
| 10월(42호) | SMART CITY                | 4차 산업혁명의 산실, 스마트 시티 |
| 9월(41호)  | Culture Innovation        | 스타트업 문화로 성장 재점화      |
| 8월(40호)  | EduTech                   | 미래형 맞춤 교육, 에듀테크       |
| 7월(39호)  | Intellectual Property     | 특허전쟁, 새로운 IP전략 세워라   |
| 6월(38호)  | Mobile Media, New Creator | 뉴 크리에이터, 모바일 영상스타들 |
| 5월(37호)  | 스마트공장                | 4차 산업혁명과 제조혁신          |
| 4월(36호)  | VR                        | 가상현실 VISUAL REALITY          |
| 3월(35호)  | 핀테크                    | 금융의 중심이 바뀐다             |
| 2월(34호)  | e-커머스                  | E-Commerce Revolution            |
| 1월(33호)  | 2016 테크트렌드           | 2016 Technology&Market           |

### 2015년
| 발행월     | 주제                 | 커버스토리                      |
| ---------- | -------------------- | ------------------------------- |
| 12월(32호) | 올해의 기술          | Top10 Technology in year        |
| 11월(31호) | 테슬라               | 테슬라와 전기차의 미래          |
| 10월(30호) | 푸드테크             | 맛있는 기술, 푸드테크           |
| 9월(29호)  | 슈퍼 중국의 유니콘들 | 슈퍼 중국, 새로운 기업들이 온다 |
| 8월(28호)  | 10년 후 직업         | 10년 후 당신의 직업             |
| 7월(27호)  | 뉴 하드웨어          | 뉴 하드웨어 시대가 열린다       |
| 6월(26호)  | 헬스케어             | 의료의 미래, 미래의 병원        |
| 5월(25호)  | 드론                 | 상업용 드론시대 활짝            |
| 4월(24호)  | O2O                  | 옴니채널과 스마트 커머스        |
| 3월(23호)  | 인공지능             | 인공지능과 딥러닝               |
| 2월(22호)  | UX                   | 사용자 경험을 장악하라          |
| 1월(21호)  | 스타트업             | 스타트업 코리아의 오늘과 내일   |